# Gerhard Gesemann

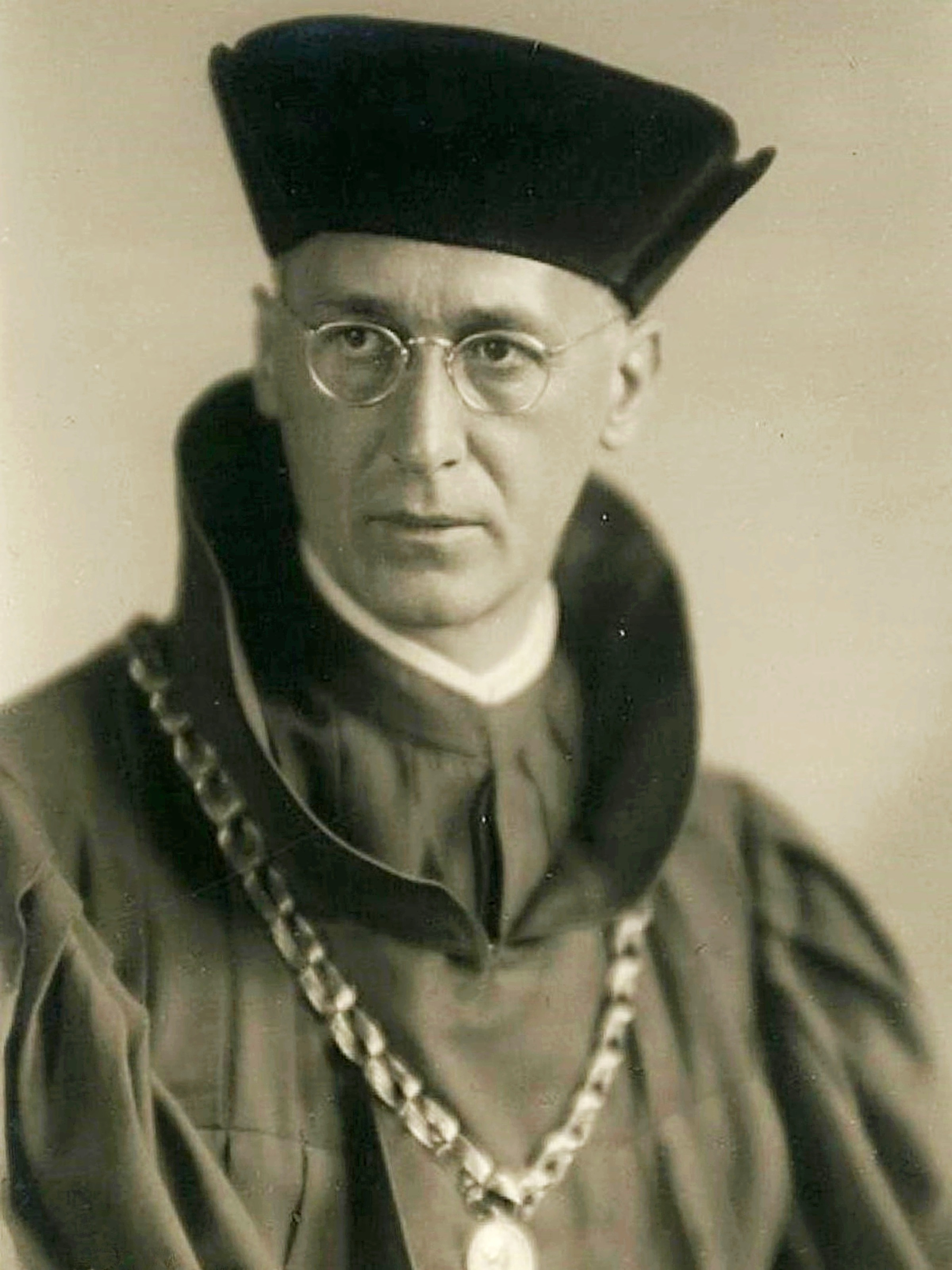
Gerhard Gesemann im Jahr 1931 (offizielles Foto)

Gerhard Friedrich Franz Gesemann (* 16. Dezember 1888 in Lichtenberg; † 31. März 1948 in Bad Tölz) war ein deutscher Slawist, Volkskundler, Literaturwissenschaftler und Universitätsprofessor.

## Leben
Gerhard Gesemann war der Sohn eines Braunschweiger Lehrers. Er absolvierte nach dem Abschluss seiner Schullaufbahn ein Studium der Germanistik, Slawistik und vergleichenden Sprachwissenschaften an den Universitäten München, Berlin und Kiel. Nach Erlangung des Doktorgrades der Germanistik im Jahr 1913 verwarf er den Gedanken, bei August Leskien in Leipzig Slawistik zu studieren, und begab sich stattdessen 1914 nach Belgrad, um am Belgrader Gymnasium Deutsch zu unterrichten. Nach dem Ausbruch des Ersten Weltkrieges begleitete er als Krankenpfleger die serbische Armee auf ihrem Rückzug durch Albanien und wurde über neutralem Gebiet nach Deutschland entlassen. Diese Erfahrung hielt er 1935 in seinem Buch Die Flucht. Aus einem serbischen Tagebuch fest.
Gesemann lehrte von 1922 bis 1944 Slavische Philologie und Balkanologie am Slavischen Seminar der Deutschen Universität in Prag, zunächst als außerordentlicher und ab 1924 als ordentlicher Professor. Von 1933 bis 1934 war er Rektor der Karl-Ferdinands-Universität in Prag. Er war neben Franz Spina zweiter Ordinarius des Seminars. Er begründete 1930 gemeinsam mit Spina die Deutsche Gesellschaft für Slawistische Forschung, welche die Slavische Rundschau herausgab. Sein besonderes Interesse galt den Südslawen, über die er zahlreiche Werke veröffentlichte. Er zählt neben Hermann Wendel, Josef Matl und Alois Schmaus zu den bedeutenden Vertretern der deutschen Serbokroatistik.
Für die SdP trat er zur Wahl 1935 als Spitzenkandidat in Prag an. 1940 wurde er vom Auswärtigen Amt nach Jugoslawien entsandt, um in Belgrad ein Deutsches Wissenschaftliches Institut aufzubauen. Nach dem deutschen Überfall auf Jugoslawien im April 1941 verließ er Belgrad im August und nahm seine Lehrtätigkeit an der Universität Prag wieder auf. Er wurde 1941 Direktor des Slawischen Instituts, das im Februar 1943 Teil der Reinhard-Heydrich-Stiftung wurde. Aufgrund einer Herzkrankheit ließ sich Gesemann, der sich an der Prager Universität nicht mehr wohlfühlte und vom Sicherheitsdienst SD als politischer Opportunist bezeichnet wurde, 1944 vorzeitig emeritieren.
Im Zweiten Weltkrieg kamen Gesemann große Teile seiner wissenschaftlichen Bibliothek und viele Manuskripte abhanden, so dass er sich schließlich auf das Schreiben von Romanen beschränkte. Ein Teilnachlass befindet sich in der Münchner Monacensia.
Sein Sohn Wolfgang Gesemann (1925–2014) studierte ebenfalls Slavistik und war von 1972 bis 1987 Professor für Slavistik an der Universität des Saarlandes.

## Ehrungen
- Die Grundschule in Salzgitter-Lichtenberg ist nach Gerhard Gesemann benannt.
- Eine Straße in Salzgitter-Lebenstedt führt seinen Namen (Gesemannstraße).

## Veröffentlichungen (Auswahl)
- Regenzauber in Deutschland. Kiel, Phil. Diss., 1913. Braunschweig, 1913.
- Fünfundzwanzig Jahre Slavistik an der Deutschen Universität in Prag (1903–1928): Eine Denkschrift. (Von Franz Spina und Gerhard Gesemann.) Prag, J. G. Calve 1928.
- Die serbokroatische Literatur. Wildpark-Potsdam, Akademische Verlagsgesellschaft. Athenaion 1930.
- Der montenegrinische Mensch: Zur Literaturgeschichte und Charakterologie der Patriarchalität. Prag, Calve 1934.
- Das Königreich Südslawien (Von Gerhard Gesemann u. a.) Leipzig, Univ. Verl. Noske 1935.
- Die Flucht: Aus einem serbischen Tagebuch 1915 und 1916. München, Albert Langen/Georg Müller 1935.
- Kultur der slawischen Völker. (Von Gerhard Gesemann, Michael Antonowytsch u. a.) Potsdam, Akademische Verlags-Gesellschaft Athenaion 1936.
- Neue bulgarische Erzähler. (Von Ziwka Dragnewa und Gerhard Gesemann.) München, Albert Langen/Georg Müller 1936.
- Helden, Hirten und Hajduken: Montenegrin; Volksgeschichten. München, Albert Langen/Georg Müller 1935.
- Heroische Lebensform: Zur Literatur und Wesenskunde der balkanischen Patriarchalität. Berlin, Wiking-Verlag 1943. Ins Serbische 1968. Unveränderter Nachdruck 1980.
- Zweiundsiebzig Lieder des bulgarischen Volkes: Übersetzt und nachgedichtet. Berlin, Wiking-Verlag 1944.
- Germanoslavica, „Geschichten aus dem Hinterhalt“: 5 balkan. u. 1 Prager Novelle aus dem Nachlass. Kommentar, Lebensabriss und Schriftenverzeichnis, erstellt von Wolfgang Gesemann. Frankfurt am Main, Bern, Cirencester/U.K., Lang 1979.